# Maximilian von Frey
Maximilian „Max“ Ruppert Franz von Frey (* 16. November 1852 in Salzburg; † 25. Januar 1932 in Würzburg) war ein deutsch-österreichischer Physiologe.

## Leben
Maximilian von Frey war das zweite von fünf Kindern von Anna von Frey, geb. Gugg, und dem aus einer oberösterreichischen Adelsfamilie stammenden Kaufmann und Kunstsammler Carl von Frey.
Max von Frey lebte bis zu seinem 19. Lebensjahr in Salzburg bei seiner Familie auf dem Salzburger Mönchsberg, wo sein Vater einen mittelalterlichen Turm zur Wohnung  ausgebaut hatte. Er studierte Medizin in Wien, Leipzig, Freiburg und München. Er wurde 1877 an der Universität Leipzig promoviert und forschte dort an der Physiologischen Anstalt von Carl Ludwig bis zu dessen Tod. 1898 wurde er Professor der Physiologie an der Universität Zürich und 1899 in Würzburg (wo 1932 Edgar Wöhlisch seine Nachfolge antrat). Zusammen mit Max Gruber entwickelte er 1885 einen ersten Prototyp der heutigen Herz-Lungen-Maschine.

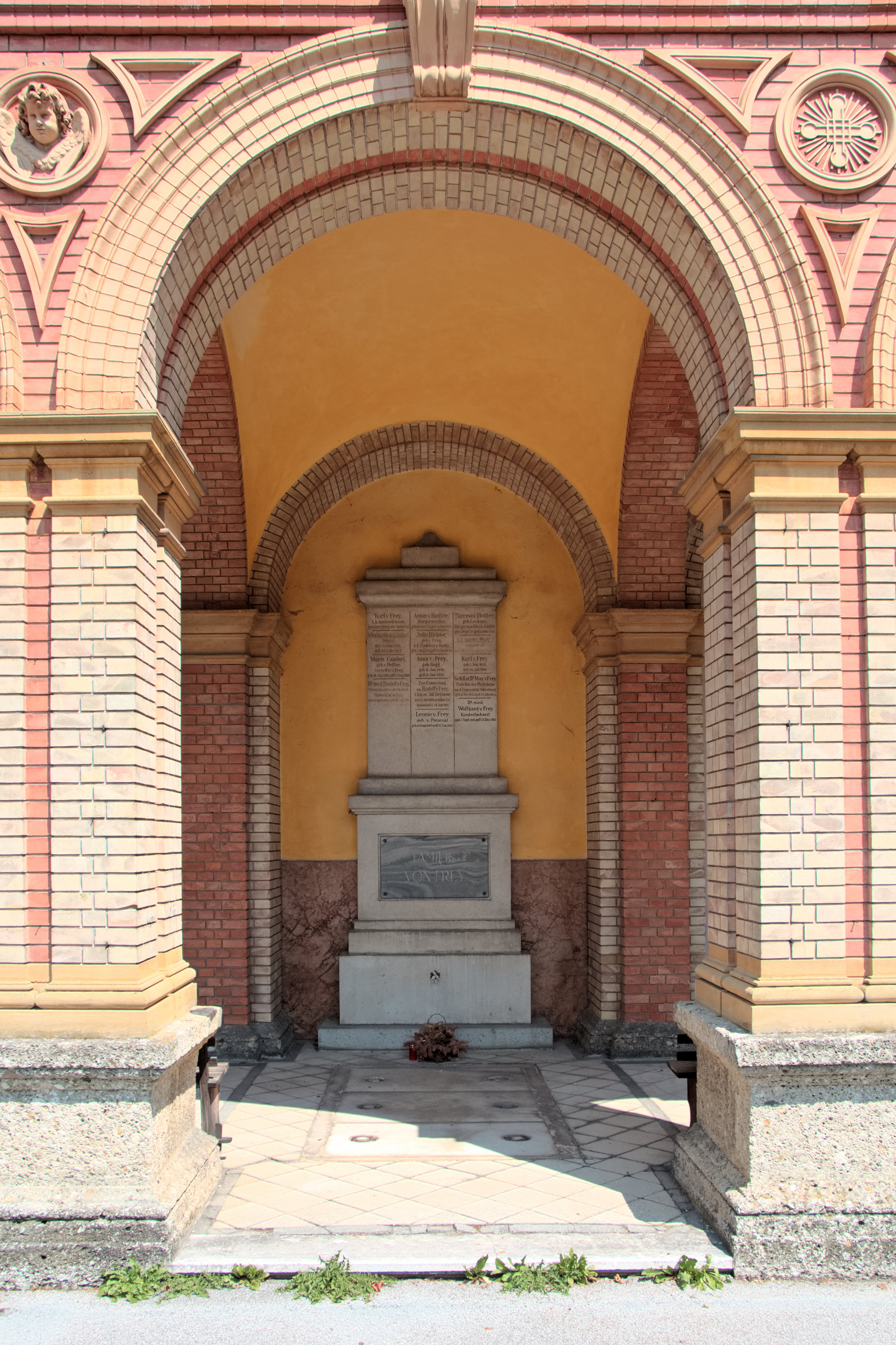
Grabmal der Familie Frey im Salzburger Kommunalfriedhof

Er ist insbesondere bekannt für seine Forschungsergebnisse über Mechanorezeptoren in Bezug auf die Haut- und Tiefensensibilität. Grundlegende Betrachtungen über Kälte-, Wärme-, Muskel-, Schmerz-, Stellsinn usw. gehen auf ihn zurück. Frey entwickelte ein Ästhesiometer, das Von-Frey-Haar, das aus verschieden kalibrierten Fasern besteht. Diese Fasern werden verwendet, um den Schwellenwert der Kraft zu bestimmen, die aufgebracht werden muss, um eine Berührung wahrzunehmen.  Diese Erkenntnisse werden bei der quantitativen sensorischen Testung genutzt.
Max von Frey war seit September 1888 mit Leonie von Parsefal verheiratet, Tochter Marianne kam am 6. Februar 1890 zur Welt.
Maximilian von Frey war vom 16. Oktober 1893 bis zum 15. Oktober 1898 außerordentliches Mitglied der Sächsischen Akademie der Wissenschaften. Im Jahr 1908 wurde er zum Mitglied der Leopoldina gewählt. 1911 war er Vorsitzender der Gesellschaft Deutscher Naturforscher und Ärzte.
Max von Frey hatte 1919 123 Anteile an der „Eisengewerkschaft Achthal“ in Teisendorf.

## Andere Leistungen
Schon als Schüler war Max von Frey an Entdeckungen interessiert. So arbeitete er zusammen mit dem späteren Maler Anton Sattler für seinen Lehrer Dr. Michael Walz an der Katalogisierung der Grabdenkmale des Stiftes St. Peter in Salzburg. Die Zeichnungen steuerte sein Vater Carl von Frey bei.
Wie die Eltern, so waren auch die Kinder der Familie Frey sehr bergbegeistert. Max von Frey machte schon in jungen Jahren mehrere schwere Bergtouren und Erstbegehungen.
Carl von Frey fertigte (mit Anton Sattler) am 11. September 1868 ein Panorama vom Hochkönig an, Ehefrau Anna und Sohn Max begleiten sie. Die gleiche Partie war am 22. August 1871 für dieselbe Tätigkeit am Hundstod. Eine eigene Route auf den Hochkalter, über Blaueistal, den Schönen Fleck und die Wasserwände eröffnete Max von Frey mit dem Führer Johann Punz am 26. September 1873. Nicht alle Besteigungen gingen glatt; so mussten Max von Frey, sein Bruder Richard, deren Schwager Eduard Richter und Dr. Anton Sattler am 8. September 1875 am Weg vom Kahlersberg nach Blühnbach eine Biwaknacht verbringen. Die Erstbesteigung des Alpriedlhorns machte Max von Frey mit seinem Bruder Richard und Richard von Lonski am 10. September 1875, am nächsten Tag erfolgten die Erstbesteigungen der Wildalmkirche und des Brandhorns. Am 10. September 1878 erstieg Max von Frey mit seinem Bruder Rudolf und Dr. H. Buchner aus München über eine neue Route die Grubenkarspitze im Karwendel. Einen direkten Aufstieg auf das Große Teufelshorn wurde ebenfalls unter Mitwirkung von Max von Frey gefunden. Er stieg mit Eduard Buchner aus München, Ernst Enderlein und Eduard von Lonski am 13. September 1885 auf. Gemeinsame Bergtouren unternahm Frey auch mit seinem Freund und Kollegen, dem Physiologie-Professor Rudolf Metzner.
Max von Frey und seine Frau Leonie gehörten zu den ersten Schiläufern in Salzburg, wie eine Fotografie vom 6. Februar 1893 zeigt.